# Alessandro Napoleoni
Alessandro Napoleoni (Tarquinia, 27 januari 1978) is een Italiaanse golfprofessional.

## Biografie
Napoleoni begint op 10-jarige leeftijd  op de Golf Club Franciacorta bij Brescia te golfen bij zijn vader Romolo (1952), die daar de clubprofessional is. In 1998 wordt Alessandro Napoleoni professional en geeft les bij zijn vader, met twee andere professionals. 

### Challenge Tour
Vanaf 1998 speelt hij op de Alps Tour en de European Challenge Tour. 
Nadat hij voor de tweede keer de Olivier Barras Memorial heeft gewonnen, waardoor hij in 2002 en 2007 een wildcard kreeg voor het Zwitsers Open, wordt hij in 2008 ook voor het Zwitsers Open uitgenodigd, en eindigt als 70ste.
Top-10 plaatsen:
- 2002: winnaar Olivier Barras Memorial
- 2003: 8ste op het Open des Volcans Challenge de France
- 2004: 2de op het Segura Viudas Challenge de España op de Torremirona Golf Club
- 2006: 6de op het Texbond Open op de Gardagolf in Brescia
- 2007: winnaar Olivier Barras Memorial met -10, tweede wordt Julien Grillon, derde André Bossert

### Teams
In 2002 probeert hij zich met Costantino Rocca te kwalificeren voor deelname aan de World Cup, maar ze eindigen op de 6de plaats en er zijn maar vier plaatsen beschikbaar. Zwitserland wint, met André Bossert en Mark Chatelain, Nederland eindigt op de 7de plaats. 

In 2008 speelt hij met Mauro Bianco en Giorgio Grillo in The PGAs of Europe International Team Championship, waar ze 5de worden. België werd 8ste met Arnaud Beaupain, Gilles Monville en François Nicolas, Nederland werd 10de met Ben Collier, Eric Kruijning en Joost Steenkamer.